# Zbigniew Gut
Zbigniew Gut (Wymiarki, 1949. április 17. – Saint-Jean-de-Maurienne, 2010. március 27.), lengyel válogatott labdarúgó.
A lengyel válogatott tagjaként részt vett az 1974-es, illetve az 1972. évi nyári olimpiai játékokon.

## Sikerei, díjai
Lengyelország
- Világbajnoki bronzérmes (1): 1974
- Olimpiai bajnok (1): 1972